# Reflets.info

Reflets.info est un site web d'information et d'investigation sur le numérique et la sécurité des systèmes d'information, fondé en 2009 par un journaliste et un hacker.

## Historique
Reflets.info est fondé en 2010 par le journaliste Antoine Champagne (alias « Kitetoa ») et le hacker Olivier Laurelli (alias « Bluetouff »). Interrogés sur la ligne éditoriale du média par France Culture, les fondateurs indiquent qu'il est centré sur Internet,.
Le site initialement en accès libre, gratuit et dénué de publicité, passe du modèle de financement basé sur un système de dons libres, considérés comme trop instables pour permettre le développement du journal, à un modèle basé sur les abonnements avec péage de lecture numérique en 2016, dont les tarifs de 3 à 3,60 euros par mois augmentent le 8 mai 2024 à hauteur de 6,90 euros (avec un tarif préférentiel, sur demande, pour les personnes en difficultés financières).
Reflets.info est reconnu service de presse en ligne d’information politique et générale par la Commission paritaire des publications et des agences de presse (CPPAP).
Le site est notamment connu « pour avoir alerté les médias français sur la vente de technologies de surveillance par des entreprises françaises à la Libye de Kadhafi », écrit Télérama,,. Il divulgue aussi en 2017 la vente d'un système de surveillance similaire au Maroc. Reflets.info est à la pointe sur cette thématique.
En 2012, après une recherche sur Google, Olivier Laurelli télécharge des documents de l'Agence nationale de sécurité sanitaire de l'alimentation, de l'environnement et du travail (Anses), publiquement accessibles sur Internet mais qui n'auraient pas dû l'être car stockés sur l'extranet de l'Anses qui souffre d'une défaillance technique. Après la publication d'un article dans Reflets.info, il est poursuivi en justice bien que l'Anses ne se porte pas partie civile et est relaxé en 2013, mais le ministère public fait appel. Le journaliste est condamné en février 2014 à 3 000 euros d'amende pour « maintien frauduleux dans un système automatisé de données » et « vol de fichiers informatiques », selon Mediapart face « à des magistrats totalement hermétiques à toute notion technique, même les plus basiques » ; son pourvoi en cassation est rejeté l'année suivante.
En 2016, Reflets.info compte trois journalistes dotés de la carte de presse et cinq ou six autres contributeurs, selon L'Obs. En 2019, d'après les mentions légales du site (qui dispose désormais d'un paywall), l'équipe de rédaction est composée de quatorze personnes.
Le média indépendant est soutenu en juin 2022 par le Fonds pour une presse libre.
En 2022, le groupe Altice assigne Reflets.info en référé devant le tribunal de commerce, afin que le site supprime des articles publiés concernant des données piratées du groupe mise en ligne, invoquant la loi sur le secret des affaires. Le tribunal ordonne alors au site de ne pas publier de nouvelles informations sur le sujet et de payer 4 500 euros de frais. Reflets.info fait appel de cette décision, et obtient la levée de la censure, le tribunal rappelant que le « secret des affaires » n’est pas, selon la loi, opposable à la presse : le journal peut désormais publier des articles sur le groupe de télécoms et de médias de Patrick Drahi,,.